# Phyllium tobeloense
Phyllium tobeloense is een insect uit de orde Phasmatodea en de familie Phylliidae, geslacht Phyllium, dat voorkomt op Halmahera. De wetenschappelijke naam van deze soort is voor het eerst geldig gepubliceerd in 2007 door Groesser.